# تاروکا سایانا
تاروکا سایانا (به اسپانیایی: Taruca Sayana) یک کوه در پرو است که در Peru, Puno Region واقع شده‌است. تاروکا سایانا ۵٬۲۰۰ متر بالاتر از سطح دریا واقع شده‌است.